# Wonderworld
Wonderworld è il settimo album in studio del gruppo musicale rock britannico Uriah Heep pubblicato nel giugno 1974.

## Tracce
1. Wonderworld (Hensley) – 4:29
2. Suicidal Man (Box, Byron, Hensley, Kerslake, Thain) – 3:38
3. The Shadows and the Wind (Hensley) – 4:27
4. So Tired (Box, Byron, Hensley, Kerslake, Thain) – 3:39
5. The Easy Road (Hensley) – 2:43
6. Something or Nothing (Box, Hensley, Thain) – 2:56
7. I Won't Mind (Box, Byron, Hensley, Kerslake, Thain) – 5:59
8. We Got We (Box, Byron, Hensley, Kerslake, Thain) – 3:39
9. Dreams (Box, Byron, Hensley) – 6:10

## Formazione
- David Byron – voce
- Ken Hensley – organo, chitarra
- Mick Box – chitarra
- Lee Kerslake – batteria
- Gary Thain – basso